# North Beltrami (Minnesota)
North Beltrami es un territorio no organizado ubicado en el condado de Beltrami en el estado estadounidense de Minnesota. En el Censo de 2010 tenía una población de 34 habitantes y una densidad poblacional de 0,06 personas por km².

## Geografía
North Beltrami se encuentra ubicado en las coordenadas 48°27′22″N 95°24′40″O / 48.45611, -95.41111. Según la Oficina del Censo de los Estados Unidos, North Beltrami tiene una superficie total de 558.76 km², de la cual 558.19 km² corresponden a tierra firme y (0.1%) 0.56 km² es agua.

## Demografía
Según el censo de 2010, había 34 personas residiendo en North Beltrami. La densidad de población era de 0,06 hab./km². De los 34 habitantes, North Beltrami estaba compuesto por el 97.06% blancos, el 0% eran afroamericanos, el 0% eran amerindios, el 0% eran asiáticos, el 0% eran isleños del Pacífico, el 0% eran de otras razas y el 2.94% pertenecían a dos o más razas. Del total de la población el 0% eran hispanos o latinos de cualquier raza.